# Система соціального кредиту
Система соціального кредиту (англ. Social Credit System; також трапляється назва «система соціального рейтингу») — система оцінки окремих громадян або організацій за різними параметрами, значення яких виходять за допомогою інструментів масового спостереження і використовують технологію аналізу великих даних.
Вперше почала реалізовуватися урядом Китаю в 2010-х роках.

## Історія виникнення
Ще 400 року до н. е.  китайський реформатор Шан Ян наказав народу розділитися на групи по 5–10 сімей. Система називалася «баоцзя» (保甲). Це була переважно система самооборони. Але члени груп мали спостерігати один за одним і несли колективну відповідальність за злочини. Про від'їзд та приїзд кожної людини регулярно доповідав своєму начальству відповідальний за групу. У 1885 році баоцзя було розширено на збір податків.[джерело не вказане 43 дні]
14 липня 2014 року уряд Китаю вперше опублікувало план та цілі впровадження системи соціального кредиту. Основна мета впровадження системи — «побудова соціалістичного гармонійного суспільства». Для координації виконання поставлених завдань була створена спеціальна комісія при Політбюро ЦК КПК.
Відповідно до загального документу «Про планування будівництва системи соціального кредиту (2014—2020)», випущеного Державною радою, система соціального кредиту буде зосереджена на чотирьох областях:
- чесність у державних справах,
- комерційна цілісність,
- суспільна цілісність,
- судова достовірність.

В даний час висвітлення цієї ініціативи в засобах масової інформації зосереджена в основному на рейтингу окремих громадян (що підпадає під «суспільну цілісність»). Тим не менш, плани китайського уряду виходять за рамки цього, і включають плани з кредитів для всіх підприємств, що діють в Китаї.
Згідно з планом, система повинна бути впроваджена в Китаї повсюдно до 2020 року, після випробувань пілотних проектів.
У вересні 2016 року уряд Китаю опублікував уточнений перелік санкцій, яким будуть піддаватися володарі низьких рейтингів:
- заборона на роботу в держустановах;
- відмова в соцзабезпеченні;
- особливо ретельний огляд на митниці;
- заборона на заняття керівних посад в харчовій і фармацевтичній промисловості;
- відмова в авіаквитках і спальному місці в нічних поїздах;
- відмова в місцях в люксових готелях та ресторанах;
- заборону на навчання дітей в дорогих приватних школах.

## Реалізація
У 2015 році вісім компаній отримали ліцензію на запуск пробних систем, серед яких Alibaba Group і Tencent.
2017 року система почала діяти в окремих містах, наприклад в Жунчені.
З 1 травня 2018 року набрали чинності обмеження для громадян і підприємств з низьким ступенем надійності.

## Критика
Ідея неодноразово піддавалася критиці внаслідок схожості наслідків з режимом диктатури.

## У масовій культурі
В епізоді «Під укіс» телесеріалу «Чорне дзеркало» показані деякі негативні наслідки подібної системи. Також ці проблеми знайшли відображення в епізоді «Розробка додатків і приправ» серіалу «Спільнота» в епізоді «Правило більшості» серіалу «Орвілл».